# Frank Best
Frank Thomas Best (* 1964) ist ein Brigadegeneral der Luftwaffe der Bundeswehr und seit 4. Oktober 2023 Chef des Stabes des European Air Transport Command in Eindhoven.

## Militärische Laufbahn

### Ausbildung und erste Verwendungen
Best trat 1983 in die Bundeswehr ein und durchlief die Grundausbildung beim Luftwaffenausbildungsregiment 3 in Roth. Im Anschluss absolvierte er von 1983 bis 1984 die Offizierausbildung an der Offizierschule der Luftwaffe in Fürstenfeldbruck, sowie von 1985 bis 1986 die Ausbildung zum Hubschrauberpiloten in Fort Rucker (Alabama, Vereinigte Staaten). Nach seiner Rückkehr nach Deutschland folgte 1986 die Musterschulung auf die Bell UH-1D sowie die taktische Schulung beim Hubschraubertransportgeschwader 64 auf dem Fliegerhorst Ahlhorn. Von 1986 bis 1989 war Best als Luftfahrzeugführer beim Lufttransportgeschwader 61 auf dem Fliegerhorst Penzing eingesetzt. Anschließend war er von 1989 bis 1990 als Fluglehrer wiederum beim Hubschraubertransportgeschwader 64 eingesetzt. Es folgte von 1990 bis 1993 eine Verwendung als Austauschoffizier und Fluglehrer bei der Royal Air Force in Shawbury (Großbritannien ). Nach seiner Rückkehr nach Deutschland wurde Best auf zwei Dienstposten beim Lufttransportgeschwader 62 eingesetzt; von 1993 bis 1996 als Fluglehrer und stellvertretender Staffelchef der 2. fliegenden Staffel / LTG 62 in Diepholz, und von 1996 bis 1998 als Staffelchef derselben Staffel. Von 1998 bis 2000 nahm Best am Generalstabslehrgang an der Führungsakademie der Bundeswehr in Hamburg teil.

### Dienst als Stabsoffizier
Von 1998 bis 2000 absolvierte er den 43. Generalstabslehrgang Luftwaffe an der Führungsakademie der Bundeswehr in Hamburg, wo er zum Offizier im Generalstabsdienst ausgebildet wurde. Danach wurde er als Stabsoffizier in die Abteilung A3 (Führung, Planung, Ausbildung, Organisation) zum Lufttransportkommando nach Münster versetzt. Von 2002 bis 2003 war er Referent für Lufttransport, CSAR, SAR und AAR im Referat Fü L III 5 (Grundsatzangelegenheiten Führung und Einsatz fliegender Kräfte/Mittel) im Führungsstab der Luftwaffe in Bonn. Es folgte von 2003 bis 2006 eine weitere Verwendung als Stabsoffizier J2 (Militärisches Nachrichtenwesen)/J3 (Führung laufender Operationen) in der Stabsabteilung Fü S V (Einsatz Bundeswehr) im Führungsstab der Streitkräfte. Von 2006 bis 2010 war Best in einer internationalen Verwendung als Dienstältester Deutscher Offizier und Area Director Air Operations Ground bei der European Air Group in High Wycombe (Großbritannien ). Von 2010 bis 2014 war er als erster Kommodore des Hubschraubergeschwaders 64 in Holzdorf und später Laupheim in Führungsverantwortung. Von 2014 bis 2018 war er als Dienstältester Deutscher Offizier und Abteilungsleiter Einsatz im European Air Transport Command in Eindhoven (Niederlande) eingesetzt. Es folgte eine ministerielle Verwendung als Referatsleiter FüSK I 5 (Dauereinsatzaufgaben Inland (See/Luft); Grundsatz Flugbetrieb und militärischer SAR-Dienst; Koordinierende Führung Luftfahrtamt der Bundeswehr; Territoriale Flugkörperabwehr) im Bundesministerium der Verteidigung (Dienstsitz Bonn).

### Dienst als General
Am 29. April 2020 übernahm Best von Brigadegeneral Michael Oberneyer die Führung des NATO Advisory and Liaison Team (NALT) in Pristina (Kosovo). Damit einher ging die Ernennung zum Brigadegeneral. Zum 1. April 2021 wechselte Best als Leiter Bereich Luft zum Luftwaffentruppenkommando in die Luftwaffenkaserne nach Köln. Nachfolger als Direktor NALT wurde Jörg Rüter. Am 4. Oktober 2023 wurde er Chef des Stabes des European Air Transport Command in Eindhoven in den Niederlanden.

### Auslandseinsätze
- 2013/2014 ISAF Kommodore des Einsatzgeschwader Mazar-e Sharif (Afghanistan)

## Privates
Best ist verheiratet und hat einen Sohn sowie eine Tochter.